# Sylvia Fullman
Sylvia Fullman, född 11 februari 1945  i London, död 26 februari 2021 i Enskede distrikt, var en svensk målare och tecknare med grafik som specialitet. Hon var bosatt i Stockholm sedan 1969.

## Utbildning
London: Måleri på Walthamstow School of Art 1961–1965 Lärare: Popkonstnärerna Peter Blake och Derek Boshier, Robyn Denny, Jack Smith, Maggie Green, Frederick Dubery, Derek Hurst med flera. Slutexaminerad med National Diploma in Design.
Stockholm: Kungliga konsthögskolans Grafikskola 1970–1975. Fördjupning i intaglioteknik på kopparplåt inklusive fotoetsning med fotoresistenta kemikalier och i serigrafiteknik med ljuskänslig film. Lärare: Philip von Schantz, Nils Stenquist, Hans Hamngren, Ingvar Hurtig med flera.
Fullman hade en workshop i Banbrinken, Södermalm, och bodde vid sin bortgång i Enskede gård. Hon var gift med ljudtekniker Tommy Ottebjer.
På senare tid arbetade Sylvia Fullman främst med målning i sin egen verkstad.

## Utställningar

### Separatutställningar
- Stockholm 1975 - Gröna Paletten
- Stockholm 1978 - Galleri Mejan
- Malmö 1982 - Galleri Loftet
- Umeå 1985 - Bildhörnan
- Uppsala 2000 - Galleri Strömbom
- Stockholm 2000 - Galleri h. Lars Hagman
- Uppsala 2004 - Galleri Strömbom
- Stockholm 2006 - Södra Galleriet
- Eskilstuna 2017 - Konstfrämjandet

### Internationellt
- Norsk Grafik Biennale, Fredrikstad 1972
- 12:th International Print Biennale, Krakow 1988

### Övrigt
- Unga Tecknare, Nationalmuseum Stockholm 1972. Debut

### Representerad
- Statens konstråd
- Karlstads museum och ett flertal landsting

### Uppdrag
- Tre målningar för Stockholms tunnelbanestationer 1979.

### Stipendier
- Konstakademin , Stockholm. Graduate Scholarship 1975.
- Statens konstråd 1977, 1979, 1980, 1983, 1990 and 1993.

### Medlemskap
- Medlem av Grafiska Sällskapet
- Konstnärer för Afrika
- Konstnärernas kollektiv verkstad i Stockholm
- KRO
- Svenska konstnärernas förening SKF